# Д’Араньи, Джелли
Джелли д’Араньи (англ. Jelly d'Arányi, венг. Arányi Jelly; 30 мая 1893, Будапешт — 30 марта 1966, Флоренция) — английская скрипачка венгерского происхождения. Внучатая племянница Йозефа Иоахима.

## Биография
Училась в Будапеште у Енё Хубаи, занималась также у Белы Бартока, который, встретив скрипачку уже взрослой после перерыва в несколько лет, влюбился в неё и написал две ранние сонаты для скрипки и фортепиано, исполнив их впервые вместе с ней. В 1923 году д’Араньи обосновалась в Великобритании, где приобрела известность как исполнитель новейшей музыки. Ей посвящены «Цыганка» Мориса Равеля, концерты для скрипки с оркестром Юлиуса Рёнтгена и Ральфа Воан-Уильямса, среди других сочинений, которые д’Араньи исполнила впервые, — концерт для скрипки и валторны Этели Смит (1928, с Обри Брейном). Частыми партнёрами д’Араньи по выступлениям были пианистки Майра Хесс и Этель Хобдей, а также её сестра скрипачка Адила Факири — особенной популярностью пользовалось исполнение сёстрами концертов для двух скрипок с оркестром Иоганна Себастьяна Баха, кроме того, для них написал концерт для двух скрипок с оркестром Густав Холст.
Джелли д’Араньи оставила ряд записей, наиболее ранние из которых, относящиеся к 1923 году, были с восторгом встречены критикой, называвшей её одним из наиболее заметных скрипачей Европы и наследницей великой традиции Иоахима и Брамса; более поздние записи — в частности, фортепианное трио Брамса с Майрой Хесс и Гаспаром Кассадо, — вызывали более неоднозначную реакцию. В 1931 году парфюмерный дом Буржуа выпустил духи «Printemps de Paris», которые для артистки создал русский эмигрант Константин Веригин.
С именем Джелли д’Араньи связана особая судьба концерта для скрипки с оркестром Роберта Шумана, написанного для её двоюродного деда Иоахима. По соглашению Иоахима и жены Шумана Клары концерт, одно из последних произведений композитора, был сочтён не подлежащим обнародованию, и его рукопись после смерти Иоахима была отправлена в архив. В 1933 году, спустя 80 лет после создания концерта, д’Араньи заявила о том, что дух Шумана явился ей во время спиритического сеанса и потребовал отыскать концерт (о существовании которого она, по собственному утверждению, не знала) и исполнить его. Инициатива д’Араньи привела к розыскам в архиве, откуда партитура Шумана была извлечена. Власти Германии не могли допустить, чтобы заслуга воскрешения одного из творений национального классика принадлежала зарубежному исполнителю, и возможность впервые (после премьеры 1854 года) исполнить концерт получил в 1937 году Георг Куленкампф; Джелли д’Араньи сыграла концерт в Великобритании несколько месяцев спустя.
Романтические отношения связывали Д’Араньи с музыкантом и спортсменом австралийского происхождения Фредериком Келли, с которым она познакомилась в 1909 году и иногда выступала вместе. Вступив в британскую армию с началом Первой мировой войны, Келли в часы отдыха от боевых действий сочинил для Д’Араньи сонату для скрипки и фортепиано, исполнив её вместе с ней в 1916 году во время побывки в Лондоне; вскоре Келли погиб, рукопись сонаты осталась в архиве скрипачки и была извлечена на свет в 2011 году, чтобы прозвучать на Международном музыкальном фестивале в Канберре.